# Tiro ai Giochi della XXVII Olimpiade

## Risultati

### Pistola 10 metri
| Posizione | Atleta          | Paese       | Punti |
| --------- | --------------- | ----------- | ----- |
|           | Franck Dumoulin | Francia     | 688,9 |
|           | Wang Yifu       | Cina        | 686,9 |
|           | Igor Basinsky   | Bielorussia | 682,7 |

| Posizione | Atleta           | Paese      | Punti |
| --------- | ---------------- | ---------- | ----- |
|           | Tao Luna         | Cina       | 488,2 |
|           | Jasna Šekarić    | Jugoslavia | 485,5 |
|           | Annemarie Forder | Australia  | 484,0 |

### Pistola 25 metri
| Posizione | Atleta            | Paese    | Punti |
| --------- | ----------------- | -------- | ----- |
|           | Sergej Alifirenko | Russia   | 687,6 |
|           | Michel Ansermet   | Svizzera | 686,1 |
|           | Iulian Raicea     | Romania  | 684,6 |

| Posizione | Atleta             | Paese       | Punti |
| --------- | ------------------ | ----------- | ----- |
|           | Maria Grozdeva     | Bulgaria    | 690,3 |
|           | Tao Luna           | Cina        | 689,8 |
|           | Lolita Evglevskaya | Bielorussia | 686,0 |

### Pistola 50 metri
| Posizione | Atleta         | Paese       | Punti |
| --------- | -------------- | ----------- | ----- |
|           | Tanyu Kiriakov | Bulgaria    | 666,0 |
|           | Igor Basinsky  | Bielorussia | 663,3 |
|           | Martin Tenk    | Rep. Ceca   | 662,5 |

### Fucile 10 metri
| Posizione | Atleta            | Paese  | Punti |
| --------- | ----------------- | ------ | ----- |
|           | Yalin Cai         | Cina   | 696,4 |
|           | Artem Khadjibekov | Russia | 695,1 |
|           | Evgueni Aleinikov | Russia | 693,8 |

| Posizione | Atleta        | Paese         | Punti |
| --------- | ------------- | ------------- | ----- |
|           | Nancy Johnson | Stati Uniti   | 497,7 |
|           | Cho-Hyun Kang | Corea del Sud | 497,5 |
|           | Jing Gao      | Cina          | 497,2 |

### Fucile 50 metri seduti
| Posizione | Atleta           | Paese       | Punti |
| --------- | ---------------- | ----------- | ----- |
|           | Jonas Edman      | Svezia      | 701,3 |
|           | Torben Grimmel   | Danimarca   | 700,4 |
|           | Sjarhej Martynaŭ | Bielorussia | 700,3 |

### Fucile 50 metri 3 posizioni
| Posizione | Atleta          | Paese     | Punti  |
| --------- | --------------- | --------- | ------ |
|           | Rajmond Debevec | Slovenia  | 1275,1 |
|           | Juha Hirvi      | Finlandia | 1270,5 |
|           | Harald Stenvaag | Norvegia  | 1268,6 |

| Posizione | Atleta             | Paese   | Punti |
| --------- | ------------------ | ------- | ----- |
|           | Renata Mauer       | Polonia | 684,6 |
|           | Tat'jana Goldobina | Russia  | 680,9 |
|           | Maria Feklistova   | Russia  | 679,9 |

### Fossa olimpica
| Posizione | Atleta            | Paese         | Punti |
| --------- | ----------------- | ------------- | ----- |
|           | Michael Diamond   | Australia     | 147,0 |
|           | Ian Peel          | Gran Bretagna | 142,0 |
|           | Giovanni Pellielo | Italia        | 140,0 |

| Posizione | Atleta               | Paese    | Punti |
| --------- | -------------------- | -------- | ----- |
|           | Daina Gudzinevičiūtė | Lituania | 93,0  |
|           | Delphine Racinet     | Francia  | 92,0  |
|           | E Gao                | Cina     | 90,0  |

### Doppia fossa olimpica
| Posizione | Atleta            | Paese         | Punti |
| --------- | ----------------- | ------------- | ----- |
|           | Richard Faulds    | Gran Bretagna | 187   |
|           | Russell Mark      | Australia     | 187   |
|           | Fehaid Al Deehani | Kuwait        | 186   |

| Posizione | Atleta          | Paese       | Punti |
| --------- | --------------- | ----------- | ----- |
|           | Pia Hansen      | Svezia      | 148   |
|           | Deborah Gelisio | Italia      | 144   |
|           | Kim Rhode       | Stati Uniti | 139   |

### 10 metri bersaglio mobile
| Posizione | Atleta        | Paese    | Punti |
| --------- | ------------- | -------- | ----- |
|           | Ling Yang     | Cina     | 681,1 |
|           | Oleg Moldovan | Moldavia | 681,0 |
|           | Zhiyuan Niu   | Cina     | 677,4 |

### Skeet
| Posizione | Atleta         | Paese       | Punti |
| --------- | -------------- | ----------- | ----- |
|           | Mykola Milchev | Ucraina     | 150   |
|           | Petr Malek     | Rep. Ceca   | 148   |
|           | James Graves   | Stati Uniti | 147   |

| Posizione | Atleta                 | Paese       | Punti |
| --------- | ---------------------- | ----------- | ----- |
|           | Zemfira Meftahətdinova | Azerbaigian | 98    |
|           | Svetlana Demina        | Russia      | 95    |
|           | Diana Igaly            | Ungheria    | 93    |